# Secours paramédicaux au Canada
 (décembre 2010).
Si vous disposez d'ouvrages ou d'articles de référence ou si vous connaissez des sites web de qualité traitant du thème abordé ici, merci de compléter l'article en donnant les références utiles à sa vérifiabilité et en les liant à la section « Notes et références ».

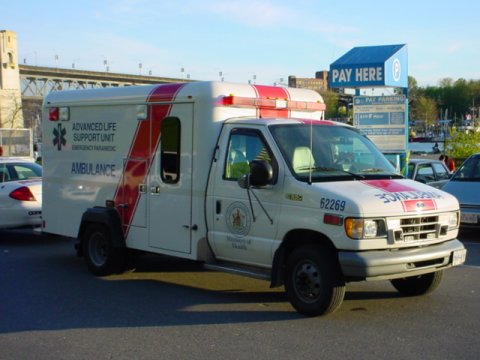
Ambulance à Vancouver, Canada.

Au Canada, les secours paramédicaux sont obligatoirement professionnels, et assignent les premiers secours en cas d'urgence et de blessures. Ce terme est généralement limité pour désigner les personnes travaillant dans tous types d'ambulances. Au Canada, le terme 'paramédical' est typiquement une généralité, pour désigner une personne travaillant sur terre ou dans les airs (hélicoptères d'urgence).

## Répondant médical d'urgence (RMU) /Emergency Medical Responder(EMR)

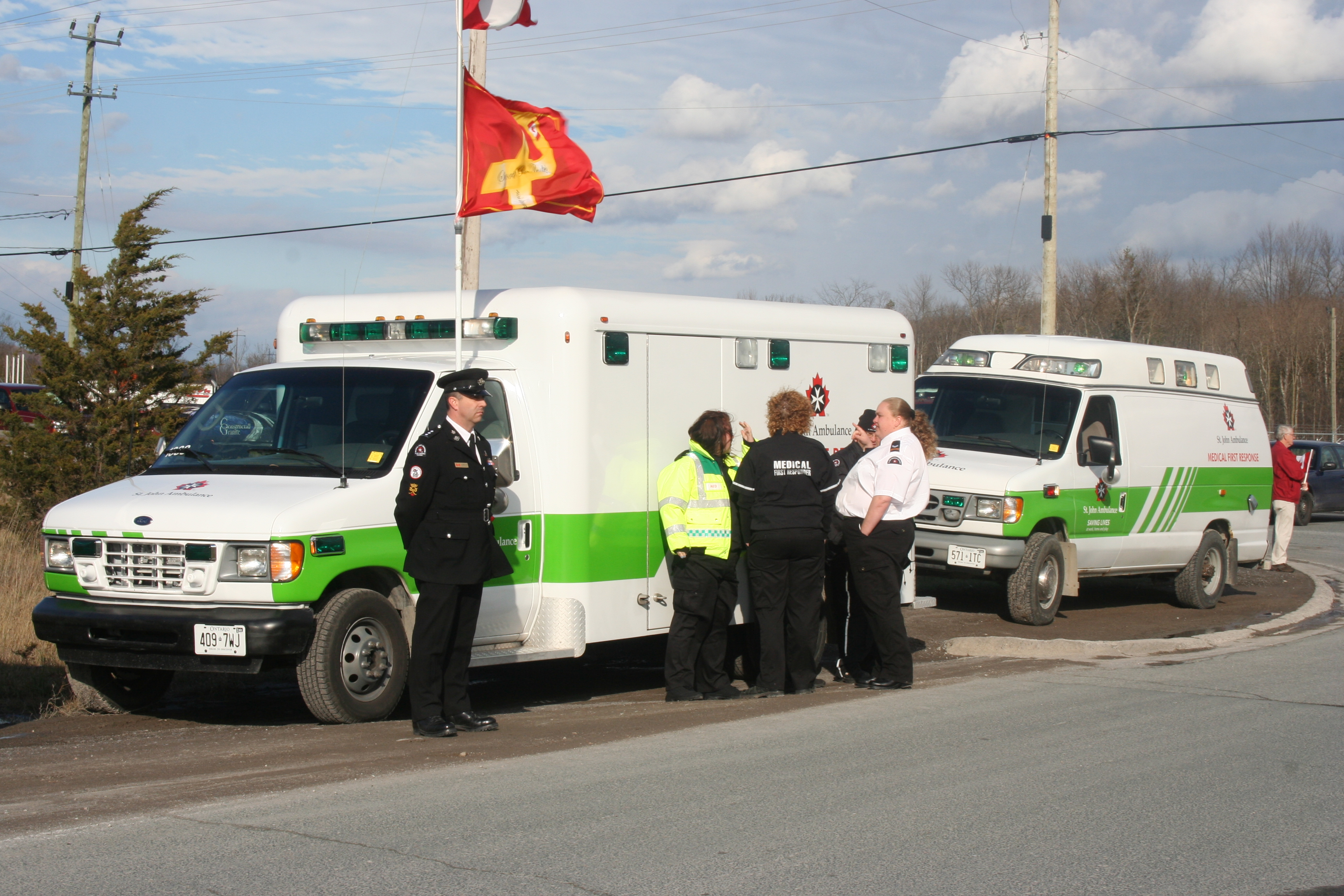
Déploiement de premiers répondants bénévoles en Ontario.

Les répondants médicaux d'urgence (aussi appelés premiers répondants, en abrégé : PR) sont le premier niveau de qualification paramédicale reconnu par le Profil national des compétences professionnelles (PNCP) et l'Association des paramédics du Canada.
Les répondants d'urgence travaillent dans des stations d'ambulance rurales, des services de transfert de patients, la couverture d'événements médicaux communautaires, des services de secours industriel, des équipes d'intervention sur les campus universitaires ou encore dans des postes de soins mobiles.
Ils constituent un niveau de qualification établi pour des volontaires dans des services ruraux ou en région éloignée qui n'ont pas les moyens de former du personnel avec les qualifications de paramédic, ou encore pour des membres de brigade d'incendies (premier répondant). La certification de premier répondant atteste d'une formation en premiers soins de niveau avancé.
Les premiers répondants peuvent être envoyés par les répartiteurs ambulanciers en attendant les techniciens-ambulanciers (paramédics) pour les appels à priorité élevée nécessitant une prise en charge le plus rapidement possible, par exemple un arrêt cardiorespiratoire ; ou pour d'autres appels lorsque le délai d'attente pour les paramédics est trop élevé (en région éloignée, notamment). Ils peuvent également être déployés lors d'interventions majeures, en soutien aux paramédics. Il s'agit généralement des pompiers ou d'un service municipal autonome, ainsi que de constables spéciaux.
Les répondants médicaux d'urgence peuvent aussi œuvrer lors de grands événements ou de catastrophes, plus généralement au sein d'organismes associatifs. Les Premiers répondants médicaux avancés d'Ambulance Saint-Jean en sont un exemple pancanadien.
Le champ d'application des premiers répondants médicaux comprend l'administration d'oxygène, l'utilisation d'accessoires pour les voies respiratoires oropharyngées et nasopharyngées, l'utilisation et l'interprétation d'un oxymètre de pouls, d'un glucomètre, l'évaluation de la pression artérielle par auscultation et palpation, l'auscultation du thorax, l'aspiration des voies respiratoires oropharyngées ou encore l'administration de médicaments suivants (par voie orale, sublinguale ou par inhalation) : anti-angineux, anti-hypoglycémiant, analgésiques, inhibiteurs plaquettaires (y compris nitroglycérine, glucagon, oxyde nitreux, acide acétylsalicylique et salbutamol). Ils peuvent par ailleurs toujours administrer de la naloxone et de l'épinéphrine, généralement par l'emploi d'un auto-injecteur.

## Paramédic en soins primaires (PSP) /Primary Care Paramedic(PCP)
Les ambulanciers de soins primaires constituent la forme la plus courante de la désignation « Paramédic » au Canada. Leur champ d'application comprend la défibrillation externe semi-automatisée, la défibrillation manuelle, l'administration d'oxygène, la surveillance de la capnographie, le traitement des voies aériennes supraglottiques, de l'accès vasculaire, la surveillance cardiaque, la surveillance d'injections intraveneuses, et l'administration de médicaments pour une variété de conditions médicales d'urgence (notamment l'épinéphrine, le salbutamol, l'aspirine, la nitroglycérine, la naloxone, le dextrose, le glucagon, le gravol, le kétorolac, l'ibuprofène, l'acétaminophène, le benadryl). Les PSP peuvent également recevoir une autorisation supplémentaire afin d'effectuer certaines tâches qui font normalement partie du champ d'activité des paramédics en soins avancés.

### Formation du paramédic

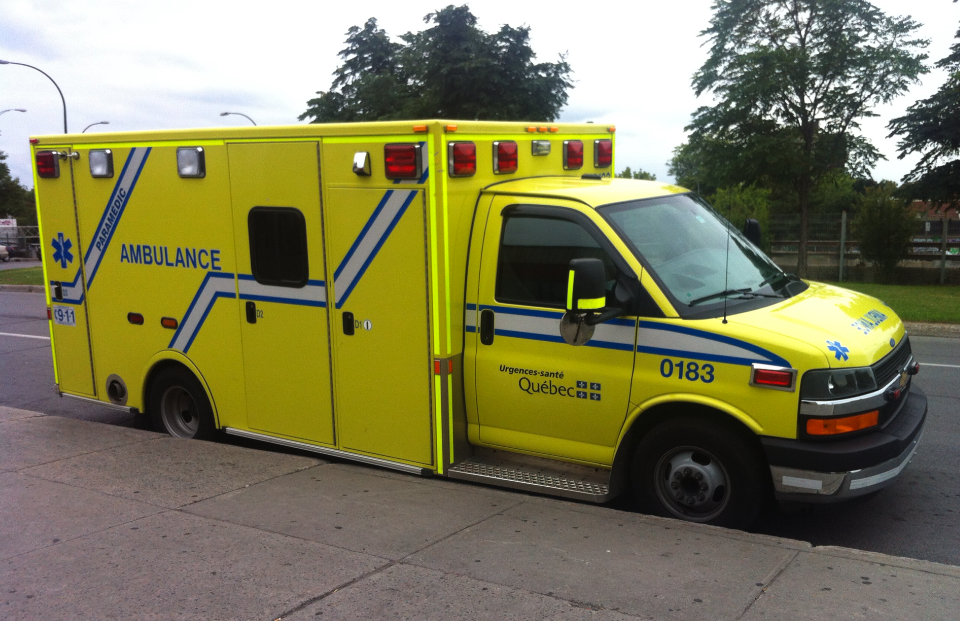
Ambulance d'Urgence-santé, à Montréal, équipée de paramédics en soins primaires.

Les étudiants inscrits à un programme d’études paramédicales apprennent tous les aspects des consultations médicales d’urgence, des étapes précédant le diagnostic et des protocoles de traitement médical à jour. Au Québec, ces formations sont données au Cégep. Le programme d’étude comprend une grande variété de cours relatifs à la biologie, la pharmacologie, l’évaluation du patient, les questions médico-légales, la gestion de patients souffrant de troubles médicaux et de traumatismes et la conduite de véhicules d'urgence. La durée de formation varie pour chaque province, allant de 6 mois jusqu'à 3 ans. Les étudiants doivent également compléter entre 150 & 500 heures de stage dans un hôpital et à bord d'une ambulance. Cette expérience pratique de travail fournit aux étudiants des situations réelles qui leur permettent d'acquérir et de perfectionner des compétences variées dans diverses situations cliniques sous la supervision de paramédics, d'infirmières et de médecins.

## Paramédic en soins avancés (PSA) /Advanced Care Paramedic(ACP)
En général, au moins deux années d'expérience dans le domaine des soins médicaux d'urgence sont requises pour être admis à la formation du niveau APNA. Le programme d'APNA est d'une durée d'un an et est considéré comme un programme d'études supérieures (1 200 heures), généralement offert à l'université.
En plus des exigences relatives aux APSP, les APNA doivent avoir les compétences requises pour pratiquer des soins avancés des voies respiratoires, l'intubation orale et nasotrachéale, la laryngoscopie et le retrait des corps étrangers obstruants à l'aide de pinces Magill, la ventilation mécanique, l'interprétation des ECG à 12 dérivations, la cardioversion synchronisée, la défibrillation manuelle et l'électro-entraînement cardiaque externe, le traitement des urgences cardiaques conformément aux directives de réanimation cardiorespiratoire avancée de la Fondation des maladies du cœur, la thoracostomie par aiguille ainsi que l'administration des médicaments d'urgence suivants : adénosine, AAS, atropine, diazépam, dopamine, dextrose, épinéphrine, furosémide, glucagon, lidocaïne, naloxone, nitroglycérine, oxygène, salbutamol, bicarbonate de sodium, entre autres (la liste des médicaments peut varier d'un département à l'autre).
Certaines interventions précitées sont régies et exécutées soit sous la supervision directe d'un médecin d'hôpital de base soit conformément à un règlement (protocoles).

## Paramédic en soins critiques (PSC) /Critical Care Paramedic(CCP)
La certification de Paramédic en soins critiques est le plus haut niveau disponible. Il requiert la complétion d'un programme d'éducation de soins critiques à l'université. Les PSC forment un très petit groupe de paramédicaux spécialisés au Canada, et la plupart d'entre eux travaillent dans les services aéromédicaux, offrant des soins critiques pour les patients lors de transport aérien. Une plus petite portion de PSC travaillent au transport terrestre de soins critique (example: transport inter-établissement pour un patient sur ventilation mécanique).

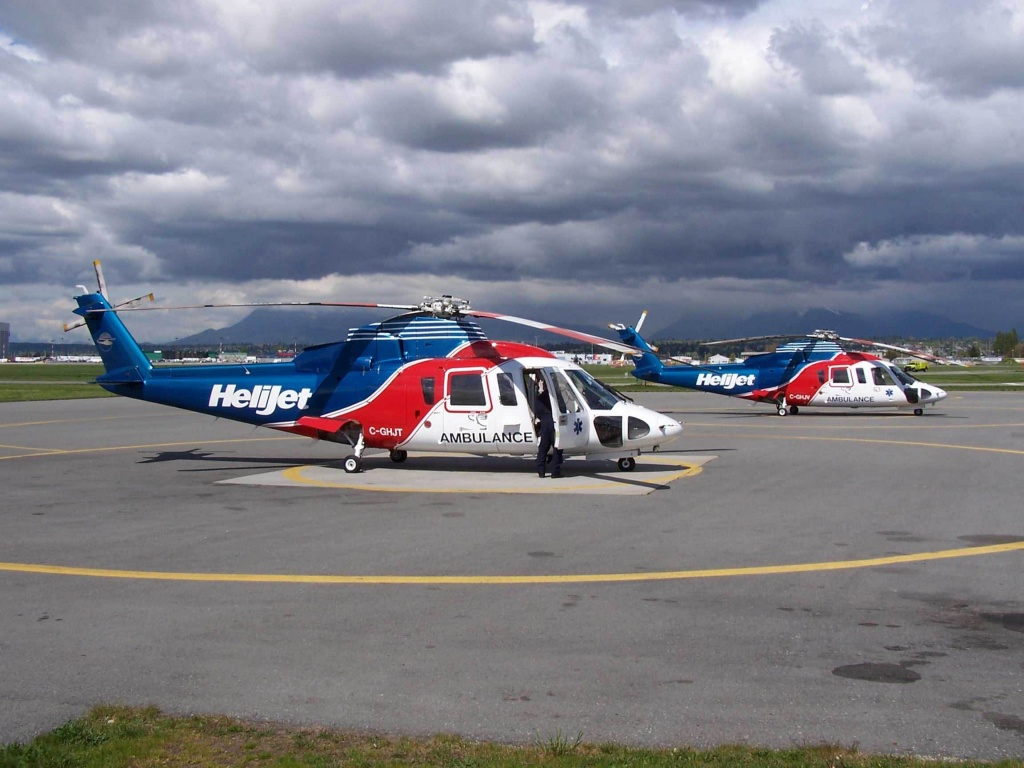
Transport d'urgence canadien par hélicoptère.

En plus des connaissances de niveau PSP et PSA, les PSC travaillent à un niveau se comparant à celui requis dans une unité de soins intensif dans un centre hospitalier. Les PSC sont formés pour l'interprétation de résultats de laboratoire ou des radiographies, et de posés des actes médicaux de niveau plus élevé que ceux prodiguer par un PSA. Les PSC travaillent avec de l'équipement médical sophistiqué, incluant des appareils de ventilation mécanique et des appareils de monitorage hémodynamique. Les PSC vont typiquement implémenter des mesures de traitement invasif et pharmacologique avancés.

## Au Québec

### Le métier de paramédic
Le métier de technicien-ambulancier est en constante évolution au Québec. Le titre d'emploi technicien-ambulancier a été modifié pour celui de technicien-ambulancier/paramédic en mars 2008 à la suite de la signature d'un nouveau contrat de travail entre les différents syndicats de techniciens-ambulanciers/paramédics, les entreprises privées ou coopératives de services préhospitaliers, la Corporation d'Urgences-santé et le gouvernement du Québec. Toutefois, le terme largement utilisé pour désigner le technicien-ambulancier/paramédic au Québec est tout simplement celui de paramédic. Les tâches des paramédics a évolué significativement dès l'arrivée[Quand ?] de 5 médicaments pouvant être administrés par ceux-ci (nitroglycérine, acide acétylsalicylique (AAS), salbutamol, épinéphrine et glucagon). Précédemment à cette autorisation, la défibrillation, la ventilation par Combitube et l'implantation d'un moniteur défibrillateur semi-automatique (MDSA) plus performant ont été autant d'actes médicaux délégués au paramédic, à la fois par le Collège des médecins et par le Ministère de la santé et des services sociaux. Tous les protocoles de soins primaires pratiqués par les paramédics au Québec se font sous l'autorité d'un directeur médical régional et sont autorisés par la table provinciale des coordonnateurs médicaux.

### Formation
Deux possibilités existent actuellement pour obtenir la formation de paramédic au Québec. Ces formations de niveau collégial sont l'attestation d'études collégiale (AEC) en technique ambulancière d'une durée de 945 heures et le diplôme d'études collégiales (DEC) en soins préhospitaliers d'urgence d'une durée de 3 ans. Ces formations sont dispensées dans plusieurs établissements collégiaux au Québec.

### Diversité du travail
Depuis quelques années, il est possible pour le paramédic de diversifier son travail. Notamment, les soins préhospitaliers avancés sont maintenant possibles par les paramédics au Québec, comme cela se fait depuis de nombreuses années dans toutes les autres provinces canadiennes, ailleurs en Amérique du Nord ; dans le cadre d'un projet pilote. Essentiellement, les soins avancés consistent à l'application de soins/actes médicaux jusqu'à récemment réservés aux médecins. Ces soins/actes sont encadrés par des protocoles strictes dont les normes ont été édictées par le Collège des médecins et doivent se faire sous supervision médicale directe. Jusqu'à présent, le seul endroit au Québec où sont dispensés ces soins avancés est Montréal, à la Corporation d'Urgences-santé. Toutefois, des travaux sont actuellement en cours afin d'élaborer un programme universitaire à plus grande échelle pour le Québec.
De plus, plusieurs équipes spécialisées de paramédics ont vu le jour depuis un certain temps, notamment à Montréal. Équipes de paramédics à vélo (dans les grands centres urbains), équipes nautiques (en collaboration avec certains corps policiers), lesquelles sont appelées à intervenir à des endroits difficiles d'accès et lors d'événements majeurs tels que les festivals, les feux d'artifice ou autre, ou encore les groupes d'intervention médicale tactique (GIMT) dont le concept québécois a pris naissance à Montréal il y a un peu plus de 5 ans et dont d'autres services préhospitaliers ont depuis repris le concept pour l'implanter, peu à peu, ailleurs dans la province, particulièrement dans les grands centres urbains là où la demande le justifie. Ce dernier groupe, le GIMT, est constitué de paramédics entraînés et formés avec les services partenaires, policiers et pompiers. Le rôle du GIMT est d'intervenir lors de situations à hauts risques, notamment lors de personnes barricadées, de prise d'otage, de fusillade, de désordre social (manifestation ou émeute), d'acte ou d'incident à caractère terroriste ou lors de situation impliquant des matières dangereuses. Les membres du GIMT ne sont pas armés mais possèdent des équipements spéciaux appropriés à la situation pour laquelle ils sont appelés à intervenir. À la Corporation d'Urgences-santé à Montréal, les équipes spécialisées de patrouille à vélo et nautique ont réalisé 279 interventions pour l'année de référence 2008-2009, alors que le GIMT a répondu à 249 interventions à hauts risques pour la même période de référence selon le rapport annuel 2008-2009 de la Corporation d'urgences-santé. Le GIMT travaille toujours en support clinique aux partenaires policiers et pompiers.
Il existe également une équipe spécialisée à Montréal, à la Corporation d'Urgences-santé, laquelle se nomme Unité de soutien technique (UST). Cette équipe composée de paramédics intervient auprès de bénéficiaires à mobilité réduite, lors de soutien technique auprès des autres équipes de paramédics, lors de support aéromédical ou lorsque l'évacuation d'un bénéficiaire est complexe et nécessite des équipements particuliers pour une évacuation sécuritaire du bénéficiaire ainsi que pour assurer des méthodes de travail sécuritaires pour les paramédics, entre autres par une évaluation de structures par les membres de l'UST. L'UST créée à Montréal a été la première unité du genre à faire son apparition au Canada. Cette équipe a réalisé 2797 interventions pour l'année de référence 2008-2009 selon le rapport annuel de la Corporation d'urgences-santé.